# Heinrich Göppert
Johann Heinrich Robert Göppert (Sprottau (tegenwoordig Szprotawa, in Neder-Silezië), 25 juli 1800 - Breslau (tegenwoordig Wrocław), 18 mei 1884) was een Duits botanicus, paleontoloog en arts.

## Leven en werk
Göppert volgde een opleiding tot apotheker in Sprottau en Neiße (tegenwoordig Nysa) om in 1821 aan de Universität Breslau medicijnen te gaan studeren. In 1826 vestigde hij zich als arts in Breslau. Het jaar daarop habiliteerde hij zich in de vakken medicijnen en botanie. In 1831 werd hij hoogleraar botanie en curator van de botanische tuinen van de Universität Breslau. Vanaf 1852 was hij directeur van de tuinen.
Göppert deed belangrijke ontdekkingen over de groei van planten, met name bomen. Hij is nog bekender vanwege zijn werk in de paleobotanie, de studie naar fossiele plantensoorten. Göpperts zoon Heinrich Robert Göppert was een bekende jurist.
- Bibsys: 2090267
- Bibliothèque nationale de France: cb13474444d (data)
- Author citation (botany): Göpp.
- Stuttgart Database of Scientific Illustrators 1450–1950: 4807
- Gemeinsame Normdatei: 101315872
- International Standard Name Identifier: 0000 0001 0875 290X
- Library of Congress Control Number: no2001007732
- Nationale Bibliotheek van Letland: 000142241
- Nationale Bibliotheek van Tsjechië: xx0200190
- Nationale Bibliotheek van Israël: 987007286861705171
- Nationale Bibliotheek van Polen: a0000002451591
- Nederlandse Thesaurus van Auteursnamen: 123493323
- Réseau des bibliothèques de Suisse occidentale: 02-A003304148
- Système universitaire de documentation: 03508023X
- Virtual International Authority File: 17370967
- WorldCat: E39PBJjtddJVdXrHGR78QrCJDq